# Cantó de Ribesaltes
El cantó de Ribesaltes és una divisió administrativa francesa, situada a la Catalunya del Nord, al departament dels Pirineus Orientals.

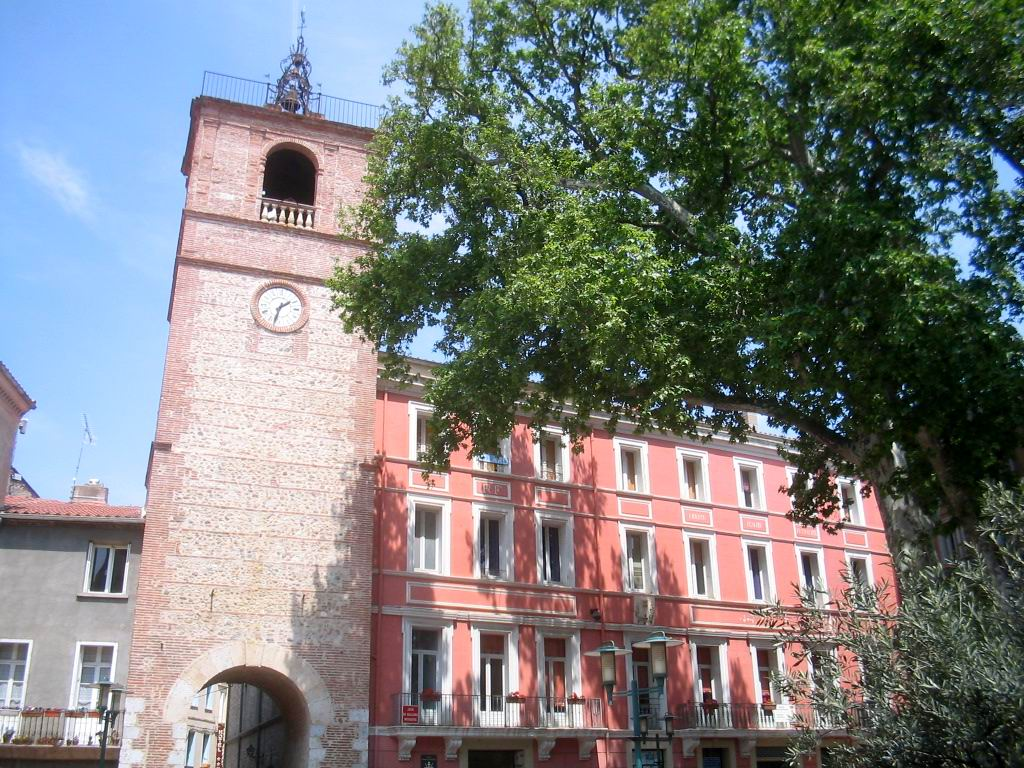
Antic ajuntament de Ribesaltes

## Composició
El cantó de Ribesaltes està compost per 8 municipis del Rosselló:
- Ribesaltes (capital del cantó)
- Pià
- Salses
- Espirà de l'Aglí
- Parestortes
- Òpol i Perellós
- Vingrau
- Cases de Pena

Tots els municipis pertanyen a la Comunitat d'aglomeració de Perpinyà-Mediterrània.
En la nova divisió administrativa del 2014, aquest cantó va ser integrat en el nou cantó de la Vall de l'Aglí, amb capitalitat igualment a Ribesaltes.

## Consellers generals
El canto fou creat en la seva configuració actual pel decret n. 85-149 de 31 de gener de 1985.
| Data d'elecció      | Identitat             | Partit                | Qualitat                                                                     |
| ------------------- | --------------------- | --------------------- | ---------------------------------------------------------------------------- |
| 1833-1839           | Joseph Parès-Conill   |                       | President del Consell General                                                |
| 1839-1846           | Théodore Guiter       | liberal Republicà     | Notari de Perpinyà Diputat (1848-1851 i 1871-1875)                           |
| 1846-1848           | Joseph Denamiel       |                       |                                                                              |
| 1848-1870           | Jules Parès           |                       | Notari de Perpinyà maire de Ribesaltes (1866-1870)                           |
| 1871-1882           | Achille Farines       | Republicà             | Maire de Ribesaltes (1870-1871 i 1878-1882)                                  |
| 1882-1883           | Auguste Amouroux      | Republicà             |                                                                              |
| 1883-1889           | Nicolas Canal-Manya   |                       |                                                                              |
| 1889-1910           | Emile Parès           | Rad. després Rad.ind. | Maire de Ribesaltes (1892-1912)                                              |
| 1910-1913           | Ambroise Salvet       | SFIO                  | Maire de Ribesaltes (1912-1919)                                              |
| 1913-1937           | Fernand Brégoulat     | PRS                   | Maire de Salses (1919-1941)                                                  |
| 1937-1940 1945-1973 | Jean-François Jacquet | SFIO SFIO, PS         | Maire de Ribesaltes (1944-1971), president del Consell General (1956-1973)   |
| 1973 - 1998         | Émile Parès           | DVD, després UDF      | Empresari senador (1987-1992) maire de Ribesaltes (1971-1983)                |
| 1998 - 2015         | Jean-Jacques Lopez    | PS                    | maire de Salses (des de 2008), vicepresident del Consell General des de 2010 |

## Política
L'actual conseller general per aquest cantó és Jean-Jacques Lopez, del Partit Socialista, que va aconseguir la victòria en la segona volta de les darreres eleccions cantonals, celebrades el 28 de març del 2004. Jean-Jacques Lopez va revalidar el seu escó en la segona volta d'aquests comicis amb el 53,88% dels vots, derrotant el candidat de la dreta, André Bascou, alcalde de Ribesaltes, que en va obtenir el 46,12% i que havia estat el candidat més votat en la primera volta. La candidata del Front National, Monique Lenglet, no va poder passar de la primera volta en obtenir-hi només el 12,80% dels sufragis.
El candidat del Bloc Català, Charles Paulin, tampoc va poder passar a la segona volta en aconseguir en la primera només 217 vots, és a dir, el 2,00% dels sufragis, essent doncs el segon candidat menys votat, superant únicament el candidat de l'extrema esquerra Daniel Drouillard.